# Félix aquitániai herceg
Félix (?—670; ur. 660–670) Akvitánia 9. és egyúttal a Baszk Hercegség 4. hercege, az első akvitán–baszk perszonálunió (660–769) első hercege. Előkelő Toulouse-i nemes volt; befolyása már kinevezése előtt kiterjedt a városa és a Pireneusok közötti területekre. II. Charibert halála óta ő volt Akvitánia első olyan hercege, aki a hercegség határain belül született.
Valószínűsítik, hogy III. Chlothar és majordomusa, Ebrïon híve lehetett; ebben az időben a Clothar által kinevezett Erembert volt Toulouse püspöke. Chlothar halála (673) után Erembert leköszönt székéről, és Chlothar öccse, II. Childerich Ebrïont is leváltotta.
Kijelölt utóda, a későbbi I. Lupus nem várta ki az idejét, hanem fölkelt Félix ellen. Megszerezte a Baszk Hercegséget, majd Akvitánia déli területeit. Éppen az északi részek ellen készült, amikor Félix meghalt, és a hercegi cím Lupusra szállt.

## Fordítás
Ez a szócikk részben vagy egészben  a   Felix of Aquitaine című angol Wikipédia-szócikk ezen változatának fordításán alapul.  Az eredeti cikk szerkesztőit annak laptörténete sorolja fel. Ez a jelzés csupán a megfogalmazás eredetét és a szerzői jogokat jelzi, nem szolgál a cikkben szereplő információk forrásmegjelöléseként.